# Прерафаэлиты
Братство прерафаэли́тов (англ. The Pre-Raphaelite Brotherhood, PRB) — группа английских живописцев, писателей и поэтов, создавших во второй половине XIX века объединение, целью которого было противостояние академизму: следованию устаревшим канонам академического искусства и слепому подражанию классическим образцам, а также условностям эстетики викторианской эпохи. Молодые английские художники ориентировались на духовные идеалы Средневековья, интернациональной готики и произведения художников эпохи раннего итальянского Возрождения, периодов проторенессанса и кватроченто, то есть художников «до Рафаэля» (периода Высокого Возрождения в Италии).
Первым этапом развития нового движения было возникновение так называемого «Братства прерафаэлитов», созданного не без влияния «назарейцев» в Риме. Вначале группа состояла из семи «братьев», совсем молодых людей в возрасте от девятнадцати до двадцати одного года: Джона Эверетта Милле, Уильяма Холмана Ханта, Данте Габриэля Россетти, его младшего брата Майкла Россетти, Томаса Вулнера, Фредерика Стивенса и Джеймса Коллинсона. Первые произведения они выполняли совместно и подписывали: «PRB» (англ. Pre-Raphaelite Brotherhood). Главным инициатором создания «братства» был начинающий живописец и поэт Данте Габриэль Россетти (1828—1882), сын итальянского политического эмигранта (отец дал ему второе имя в честь почитаемого в семье Данте Алигьери).
Братство всегда было свободным объединением, и его принципы разделяли другие художники и поэты того времени, включая Алджернона Чарльза Суинберна, Уильяма Морриса, Форда Мэдокса Брауна, Артура Хьюза и Мари Спартали Стиллман. Среди более поздних последователей принципов «Братства» были Эдвард Бёрн-Джонс и Джон Уильям Уотерхаус. «Братство» просуществовало недолго, около четырёх лет. Но и позднее «прерафаэлитизм» продолжал оказывать существенное влияние на развитие английского и европейского искусства.

## Возникновение
История Братства начинается в 1848 году, когда на выставке Королевской академии художеств в Лондоне познакомились юные студенты Академии — Уильям Холман Хант и Данте Габриэль Россетти, ранее видевший работы Ханта и восхищавшийся ими. Хант помог Россетти закончить картину «Юность Девы Марии» (англ. Girlhood of Mary Virgin, 1848—1849), которая была выставлена в 1849 году, и он же познакомил Россетти с Джоном Эвереттом Милле, юным гением, поступившим в Академию в возрасте одиннадцати лет. Они не только стали друзьями, но и обнаружили, что придерживаются одних и тех же взглядов на современное искусство. Они считали, что современная английская живопись зашла в тупик и умирает, и наилучший способ её возродить — вернуться к искренности и простоте раннего итальянского искусства (то есть искусства до Рафаэля, которого прерафаэлиты посчитали основателем академизма).
Так зародилась идея создания общества, названного Братством прерафаэлитов, — общества оппозиционного по отношению к официальным художественным течениям. В группу с самого начала были приглашены Джеймс Коллинсон (студент Академии и жених Кристины Россетти), скульптор и поэт Томас Вулнер, молодой девятнадцатилетний художник и впоследствии критик Фредерик Стивенс и младший брат Россетти Уильям Майкл Россетти, который так же, как и старший брат, поступил в художественную школу, но особенного призвания к искусству не проявлял и в конце концов стал известным художественным критиком и писателем. Мэдокс Браун был близок немецким назарейцам, поэтому хотя и разделял идеи Братства, но отказался присоединиться к группе.
На картине Россетти «Юность Девы Марии» впервые появляются три условные буквы P. R. B. (англ. Pre-Raphaelite Brotherhood). Эти же буквы присутствуют на картинах «Изабелла» Милле и «Риенци» (англ. Rienzi) Ханта. Члены Братства создали свой собственный журнал под названием «Росток», хотя он просуществовал лишь с января по апрель 1850 года. Его редактором стал Уильям Майкл Россетти.
- Д. Г. Россетти. Юность Девы Марии. 1848—1849. Холст, масло. Британская галерея Тейт, Лондон
- Д. Г. Россетти. Прозерпина. 1874. Холст, масло. Британская галерея Тейт, Лондон
- Э. Бёрн-Джонс. Вифлеемская звезда. 1890. Бумага, акварель, белила. Галерея искусств, Бирмингем, Англия
- Д. Э. Милле. Офелия. 1852. Холст, масло. Британская галерея Тейт, Лондон
- Э. Бёрн-Джонс. Король Кофетуа и нищенка. 1880–1884. Холст, масло
- Дж. Арчер. Смерть короля Артура. Ок. 1860

## Эстетика прерафаэлитов
До появления Братства прерафаэлитов развитие английского искусства определялось главным образом деятельностью Королевской академии художеств. Как любое другое официальное учреждение, она весьма ревниво относилась к нововведениям, сохраняя собственные традиции. Хант, Милле и Россетти заявили в журнале «Росток», что не желают изображать людей и природу отвлечённо красивыми, а события — далёкими от действительности и, наконец, им надоела условность официальных, «образцовых» мифологических, исторических и религиозных произведений.
Прерафаэлиты отказались от академических принципов работы и считали, что необходимо писать не с академических натурщиков в условных позах, а с обычных людей в привычной им обстановке. Они выбирали в качестве моделей друзей или родственников. Так, например, на картине «Юность Девы Марии» Россетти изобразил мать и сестру Кристину, а глядя на картину «Изабелла», современники узнавали друзей и знакомых Джона Милле. Он же во время создания картины «Офелия» заставлял Элизабет Сиддал по нескольку часов лежать в наполненной водой ванне. Была зима, поэтому Элизабет серьёзно простудилась и позже предъявила Милле счёт от врачей на пятьдесят фунтов. Более того, прерафаэлиты изменили отношения художника и модели — они стали равноправными партнёрами. Если герои картин Джошуа Рейнольдса почти всегда одеты соответственно их социальному статусу, то Россетти мог рисовать королеву с продавщицы, богиню с дочери конюха. Для картины «Леди Лилит» ему позировала домохозяйка Фанни Корнфорт.
Членов Братства с самого начала раздражало влияние на современное искусство таких художников, как сэр Джошуа Рейнольдс, Дэвид Уилки и Бенджамин Хейдон. Сэра Джошуа (президента Академии художеств) они даже прозвали «сэр Слошуа» (от англ. slosh — «шлёпать по грязи»). Это был намёк на академическую привычку использовать битум для тональных (ахроматических) моделировок цвета, что придавало живописи общий мертвенно-коричневатый тон. Прерафаэлиты стремились к ярким цветам живописцев периода кватроченто. Они отказались от «кабинетной» живописи и стали писать на природе, а также внесли изменения в традиционную технику живописи. На загрунтованном холсте прерафаэлиты намечали композицию, наносили слой белил и убирали из него масло промокательной бумагой, а затем писали поверх белил полупрозрачными красками наподобие акварели. Выбранная техника позволила добиться ярких, свежих тонов и оказалась такой долговечной, что их работы сохранились в первозданном виде до наших дней.
Деятельность прерафаэлитов отражала романтические настроения, в значительной степени определявшие духовное состояние Европы, и ранее всего Англии, на протяжении второй половины XVIII—XIX столетий. Однако романтизм прерафаэлитов был не живописного, а литературного происхождения. «Братство прерафаэлитов» возникло в первую очередь как литературно-художественное объединение. Всё началось с того, что Россетти стал рисовать иллюстрации к своим стихотворениям. «Собственно говоря, сама идея примата живописи по отношению к поэзии возникла у Россетти именно потому, что он не был удовлетворен изобразительными средствами романтической поэзии… Хотелось придать полюбившимся легендарным образам больше реальности, чтобы они не только витали в возбужденном стихами воображении, но и были видимы глазу… Стремление к простоте и естественности, с одной стороны, и ориентация на Средневековье, с другой стороны, не могли быть согласованы иначе как через пересказ в красках легенд и историй далёкого прошлого».
С точки зрения культуры собственно изобразительной формы искусство прерафаэлитов наивно, оно носит дилетантский характер. Не владея в достаточной степени искусством изобразительной композиции, легенду и романтику прерафаэлиты «писали с жизни», наивно пытаясь совместить идеальное и реальное в неподходящих для этой цели натуралистических формах изображения. «Они позировали друг для друга, старательно и скрупулезно наряжаясь в различные исторические костюмы, подбирая и составляя вместе предметы исторической обстановки. Получался суховатый натурализм в сочетании с некоторой выспренностью и экзальтацией». Дилетантизм прерафаэлитов проявляется в ошибках в пропорциях фигур, «спрессованности» и перегруженности композиции множеством мелких деталей, спутанности пространственных планов, неумении связать элементы изображения в единое целое. Прерафаэлиты писали свои картины «по кускам», как если бы они пересказывали их словами. Поэтому в произведениях художников отсутствуют пластическая ясность и художественный стиль, есть лишь стилизация. Наивность метода частично искупалась искренностью чувства.
Главным теоретиком объединения был Уильям Майкл Россетти, вероятно, именно он сформулировал основные положения программы «Братства»:
- Иметь гениальные идеи и выражать их;
- Изучать внимательно природу, чтобы уметь изображать её;
- Сочувствовать всему и любить всё, что ясно, точно, серьёзно и глубоко прочувствовано в предшествовавшем искусстве, и отрицать всё, что может быть в нём условного, самодовольного, напыщенного и рутинно-заученного;
- Производить только вполне хорошие картины и статуи[13].

## Реакция критики
Вначале произведения прерафаэлитов принимали довольно тепло, однако вскоре на них обрушилась суровая критика и насмешки. Излишне натуралистичная картина Милле «Христос в родительском доме», выставленная в 1850 году, вызвала такую волну негодования, что королева Виктория попросила доставить её в Букингемский дворец, чтобы самостоятельно осмотреть полотно. Нападки общественного мнения вызвала также картина Россетти «Благовещение», выполненная с отступлениями от библейского текста. На выставке в Королевской академии в 1850 году Россетти, Хант и Милле так и не смогли продать ни одной картины. В обзоре, опубликованном в еженедельнике «Атенеум», критик Фрэнк Стоун писал: 
Игнорируя все великое, что было создано старыми мастерами, эта школа, к которой принадлежит Россетти, плетётся неуверенными шагами к своим ранним предшественникам. Это — археология, лишённая всякой пользы и превратившаяся в доктринерство. Люди, принадлежащие этой школе, заявляют, что они следуют правде и простоте природы. На самом деле они рабски имитируют художественную неумелость.
Принципы Братства подверглись критике со стороны многих уважаемых живописцев: президента Академии художеств Чарльза Истлейка, художников из группы «Клика», которую возглавлял Ричард Дадд. В результате Джеймс Коллинсон даже отрёкся от Братства, а его помолвка с Кристиной Россетти была разорвана. Место Коллинсона в Братстве занял живописец Уолтер Деверелл.

## Джон Рёскин и его влияние
На защиту молодых художников выступил |Джон Рёскин (1819—1900), литератор, публицист и теоретик искусства. В 1843 году он опубликовал первый том своей книги «Современные художники», в которой призывал вернуться к природе, простым и искренним чувствам, которые наполняли когда-то искусство (существует версия, что именно Рёскин подсказал прерафаэлитам основные пункты их программы). С 1869 года Рёскин был профессором Оксфордского университета. В своих лекциях он клеймил современную техническую цивилизацию, а художников призывал вернуться к готическому стилю. В 1851 г. он выпустил книгу «Камни Венеции», в 1853 г. — «Лекции об архитектуре и живописи». Он же автор статьи «Прерафаэлитизм» (англ. Pre-Raphaelitism), вышедшей в 1851 году.
Рёскин провозглашал «принцип верности Природе»: «Не от того ли, что мы любим свои творения больше, чем Его, мы ценим цветные стекла, а не светлые облака… И, выделывая купели и воздвигая колонны в честь Того,.. мы воображаем, что нам простится постыдное пренебрежение холмами и потоками, которыми Он наделил наше обиталище — землю». Таким образом, искусство должно было способствовать возрождению духовности в человеке, нравственной чистоты и религиозности, не скованной обрядностью.
В нескольких статьях, опубликованных в «Таймс», Рёскин дал произведениям прерафаэлитов лестную оценку, подчеркнув, что лично не знаком ни с кем из Братства. Он провозгласил, что их работы могут «лечь в основу художественной школы, более величественной, чем всё, что знал мир предыдущие триста лет». Кроме того, Рёскин приобрёл некоторые из картин Данте Габриэля Россетти, чем поддержал его материально, и взял под своё крыло Милле, в котором сразу увидел выдающийся талант.
«Нынешние художники, — писал Рёскин в книге „Современные художники“, — изображают [природу] или слишком поверхностно, или слишком приукрашенно; они не стараются проникнуть в [её] сущность». В качестве идеала Рёскин выдвигал средневековое искусство, таких мастеров раннего итальянского Возрождения, как Перуджино, Фра Анжелико, Джованни Беллини, и побуждал художников «писать картины с чистым сердцем, ни на что не ориентируясь, ничего не выбирая и ничем не пренебрегая». Аналогичным образом Форд Мэдокс Браун, оказавший влияние на прерафаэлитов, писал о своей картине «Прощание с Англией» (англ. The Last of England, 1855 год): «Я постарался забыть все существующие художественные течения и отразить эту сцену так, как она должна была бы выглядеть». Браун специально писал эту картину на побережье, чтобы добиться эффекта «освещения со всех сторон», которое бывает на море в пасмурные дни.

Рёскину принадлежит ясное определение художественных целей прерафаэлитизма: 
Легко управлять кистью и писать травы и растения с достаточной для глаза верностью; этого может добиться всякий после нескольких лет труда. Но изображать среди трав и растений тайны созидания и сочетаний, которыми природа говорит нашему пониманию, передавать нежный изгиб и волнистую тень взрыхленной земли, находить во всём, что кажется самым мелким, проявление вечного божественного новосозидания красоты и величия, показывать это немыслящим и незрящим — таково назначение художника.
Идеи Рёскина глубоко тронули прерафаэлитов, особенно Уильяма Холмана Ханта, который заразил своим энтузиазмом Милле и Россетти. В 1847 году Хант писал о книге Рёскина «Современные художники»: «Как никакой другой читатель, я чувствовал, что книга написана специально для меня». Определяя свой подход к работе, Хант также отмечал, что для него важно исходить из предмета, «и не только из-за того, что существует шарм законченности предмета, а для того, чтобы понять принципы рисунка, существующие в Природе».

## Распад братства
После того, как прерафаэлитизм получил поддержку Рёскина, прерафаэлитов признали и полюбили, им дали права «гражданства» в искусстве, они входят в моду и получают более благожелательный приём на выставках Королевской академии, пользуются успехом на Всемирной выставке 1855 года в Париже.
Кроме уже упомянутого Мэдокса Брауна, прерафаэлитским стилем также заинтересовались Артур Хьюз (наиболее известный благодаря картине «Апрельская любовь», 1855—1856 годы), Генри Уоллис, Роберт Брайтуэйт Мартино, Уильям Уиндус и другие.
Однако Братство распадается. Кроме юного революционного романтического духа и увлечения Средневековьем, мало что ещё объединяло этих людей, и из первых прерафаэлитов только Холман Хант остался верен доктрине Братства. Когда в 1853 году Милле стал членом Королевской академии художеств, Россетти объявил это событие концом Братства. «Круглый стол отныне распущен», — заключает Россетти. Постепенно уходят и остальные члены. Холман Хант, например, уехал на Ближний Восток, сам Россетти вместо пейзажей или религиозных тем заинтересовался литературой и создал много работ, посвященных Шекспиру и Данте.
Попытки возрождения Братства в качестве Хогартского клуба, существовавшего с 1858 по 1861 годы, не удались.

## Дальнейшее развитие прерафаэлитизма
В 1856 году Россетти встречается с Уильямом Моррисом и Эдвардом Бёрн-Джонсом. Бёрн-Джонс был восхищен картиной Россетти «Первая годовщина смерти Беатриче» (англ. The First Anniversary of the Death of Beatrice), и впоследствии они с Моррисом напросились к нему в ученики. Бёрн-Джонс проводил целые дни в студии Россетти, а Моррис присоединялся в выходные. Так начинается новый этап в развитии движения прерафаэлитов, основной идеей которого становится эстетизм, стилизация форм, эротизм, культ красоты и художественного гения. Все эти черты присущи творчеству Россетти, который поначалу был лидером движения. Как писал впоследствии художник Вэл Принсеп, Россетти «был планетой, вокруг которой мы вращались. Мы копировали даже его манеру разговора». Однако здоровье Россетти (в том числе психическое) все ухудшается, и постепенно лидерство подхватывает Эдвард Бёрн-Джонс, чьи работы выполнены в стиле ранних прерафаэлитов. Он стал необычайно популярен и оказал большое влияние на таких живописцев, как Уильям Уотерхаус, Баям Шоу, Кадоган Купер, его влияние заметно также в работах Обри Бердсли и других художников-иллюстраторов 1890-х годов. В 1889 году на Всемирной выставке в Париже он получил Орден Почетного легиона за картину «Король Кофетуа и нищенка».
Среди поздних прерафаэлитов также можно выделить Симеона Соломона и Эвелин де Морган и иллюстраторов Генри Форда и Эвелин Пол (англ.).

### «Искусства и ремёсла»
Прерафаэлитизм в это время проникает во все аспекты искусства и жизни: мебель, декоративно-прикладное искусство, архитектуру, оформление интерьера, оформление и иллюстрирование книг.
Уильям Моррис считается одной из наиболее влиятельных фигур в истории декоративного искусства XIX века. Он основал движение «Arts and Crafts Movement» (с англ. — «Движение искусств и ремёсел»), главной идеей которого было возвращение к ручному ремеслу как к идеалу прикладного искусства, а также возведение в ранг полноправных искусств книгопечатания, гравюры, искусства шрифта и книжного дела. Это движение, которое подхватили Уолтер Крейн, Макинтош, Нельсон Доусон, Эдвин Лаченс, Райт и другие, впоследствии проявилось в английской и американской архитектуре, проектировании интерьеров, ландшафтном дизайне.

### Поэзия
Большинство прерафаэлитов занимались поэзией, но, по мнению многих критиков, ценность имеет именно поздний период развития прерафаэлитизма. Данте Габриэль Россетти, его сестра Кристина Россетти, Джордж Мередит, Уильям Моррис и Алджернон Суинберн оставили значимый след в английской литературе, но наибольший вклад внес Россетти, восхищавшийся поэзией итальянского Возрождения и особенно произведениями Данте. Главным лирическим достижением Россетти считается цикл сонетов «Дом жизни» (The House of Life). Кристина Россетти также была известной поэтессой. Поэзией занималась и возлюбленная Россетти Элизабет Сиддал, чьи произведения остались неизданными при жизни. Эрудит Уильям Моррис был не только признанным мастером витражей, но и вел активную литературную деятельность, в том числе написал много стихов. Его первый сборник «Защита Гвиневры и другие стихотворения» был опубликован в 1858 году, когда автору было 24 года.
Под влиянием поэзии прерафаэлитов развивалось британское декадентство 1880-х годов: это Эрнест Доусон, Лайонел Джонсон, Майкл Филд, Оскар Уайльд. Романтическая тоска по Средневековью нашла отражение в раннем творчестве Йейтса.
Известный поэт Алджернон Суинберн, прославившийся смелыми экспериментами в стихосложении, к тому же был драматургом и литературным критиком. Первую драму «Королева-мать» (англ. The Queen Mother and Rosamond), написанную в 1860 году, Суинберн посвятил Россетти, с которым его связывали дружеские отношения. Однако, хотя Суинберн и декларировал свою приверженность принципам прерафаэлизма, он безусловно выходит за пределы этого направления.

### Издательская деятельность
В 1890 году Уильям Моррис организовал издательство «Келмскотт-пресс» (Kelmscott Press), в котором вместе с Бёрн-Джонсом напечатал несколько книг. Этот период называют кульминацией жизни Уильяма Морриса. Опираясь на традиции средневековых переписчиков, Моррис, также как и английский график Уильям Блейк, попытался найти единый стиль оформления страниц книги, её титульного листа и переплета. Лучшим изданием Морриса стали Сочинения Джеффри Чосера (англ. The Works of Geoffrey Chaucer): поля украшены вьющимися растениями, текст оживляют заставки-миниатюры и орнаментированные заглавные буквы. Дункан Робинсон писал:

Современному читателю, привыкшему к простым и функциональным шрифтам XX века, издания «Келмскотт-пресс» кажутся роскошными порождениями Викторианской эпохи. Богатый орнамент, узоры в виде листьев, иллюстрации по дереву — всё это становится важнейшими образцами декоративного искусства XIX века; всё сделано руками человека, внесшего больший вклад в эту область, чем кто-либо другой.

Моррис оформил все 66 книг, выпущенных издательством, а Бёрн-Джонс исполнил большинство иллюстраций. Издательство просуществовало до 1898 года и оказало сильное влияние на многих иллюстраторов конца XIX века, в частности, на Обри Бердслея.

### Эстетическое движение
В конце 1850-х годов, когда пути Рёскина и прерафаэлитов расходятся, возникает необходимость в новых эстетических идеях и новых теоретиках, формирующих эти идеи. Таким теоретиком стал историк искусства и литературный критик Уолтер Патер (англ. Walter Horatio Pater). Уолтер Патер полагал, что главное в искусстве — непосредственность индивидуального восприятия, поэтому искусство должно культивировать каждый момент переживания жизни: «Искусство не дает нам ничего, кроме осознания высшей ценности каждого уходящего момента и сохранения всех их». В значительной мере через Патера идеи «искусства для искусства», почерпнутые у Теофиля Готье, Шарля Бодлера, трансформируются в концепцию эстетизма (англ. Aesthetic movement), которая получает распространение в кругу английских художников и поэтов: Уистлера, Суинберна, Россетти, Уайльда. Оскар Уайльд также оказал сильное влияние на развитие эстетического движения (в том числе на позднее творчество Россетти), будучи лично знакомым и с Холманом Хантом, и с Бёрн-Джонсом. Он, как и многие его сверстники, зачитывался книгами Патера и Рёскина, и эстетизм Уайльда во многом вырос из прерафаэлитизма, который нес в себе заряд острой критики современного общества с позиций красоты. Оскар Уайльд писал, что «эстетика — выше критики», что считает искусство высшей реальностью, а жизнь — разновидностью вымысла: «Я пишу потому, что писать для меня — высшее артистическое удовольствие. Если мое творчество нравится немногим избранным, я этому рад. Если нет, я не огорчаюсь». Прерафаэлиты также увлекались поэзией Китса и целиком приняли его эстетическую формулу «Красота есть единственная истина».

## Сюжеты
Поначалу прерафаэлиты предпочитали евангельские сюжеты, причём избегали в живописи церковного характера и трактовали Евангелие символически, придавая особое значение не исторической верности изображаемых евангельских эпизодов, а их внутреннему философскому смыслу. Так, например, в «Светоч мира» Ханта в виде Спасителя с ярким светильником в руках изображён таинственный божественный свет веры, стремящийся проникнуть в закрытые человеческие сердца, как Христос стучится в дверь человеческого жилища.
Прерафаэлиты привлекают внимание к теме общественного неравенства в Викторианскую эпоху, эмиграции (творчество Мэдокса Брауна, Артура Хьюза), приниженного положения женщины (Россетти), Холман Хант даже затронул тему проституции в своей картине «Пробудившийся стыд» (англ. The Awakening Conscience, 1853 год). На картине — падшая женщина, которая вдруг поняла, что грешит, и, забыв о своем любовнике, освобождается из его объятий, как будто услышав какой-то зов через открытое окно. Мужчина не понимает её духовных порывов и продолжает игру на фортепиано. Здесь прерафаэлиты не были первопроходцами, их предвосхитил Ричард Редгрейв со своей знаменитой картиной «Гувернантка» (1844). И позже, в 40-е годы, Редгрейв создал много подобных произведений, посвященных эксплуатации женщин.
Прерафаэлиты занимались и историческими темами, добиваясь величайшей точности в изображении фактических подробностей; обращались к произведениям классической поэзии и литературы, к творчеству Данте Алигьери, Уильяма Шекспира, Джона Китса. Они идеализировали Средневековье, любили средневековую романтику и мистику.

### Женские образы
Прерафаэлиты создали в изобразительном искусстве новый тип женской красоты — отрешённый, спокойный, таинственный, который позже разовьют художники стиля модерн. Женщина на полотнах прерафаэлитов — средневековый образ идеальной красоты и женственности, ей восхищаются и поклоняются. Особенно это заметно у Россетти, которого восхищали красота и загадочность, а также у Артура Хьюза, Милле, Бёрн-Джонса. Мистическая, губительная красота, la femme fatale позже нашла выражение у Уильяма Уотерхауса. В этом плане знаковой можно назвать картину «Леди из Шалот» (1888), до сих пор остающаяся одним из самых популярных экспонатов галереи Тейт. Она основана на поэме Альфреда Теннисона. Многие живописцы (Холман Хант, Россетти) иллюстрировали произведения Теннисона, в частности, «Леди Шалотт». История повествует о девушке, которая должна оставаться в башне, находясь в изоляции от окружающего мира, и в тот самый момент, когда решается на побег, она подписывает себе смертный приговор.
Образ трагической любви был притягателен для прерафаэлитов и их последователей: в конце XIX—начале XX века на тему «Леди Шалотт» было создано более пятидесяти картин, а название поэмы превратилось во фразеологизм. Прерафаэлитов привлекали, в частности, такие темы, как душевная чистота и трагическая любовь, безответная любовь, недостижимая девушка, женщина, погибающая ради любви, отмеченная позором или проклятьем, а также мёртвая женщина необыкновенной красоты.
Была пересмотрена викторианская концепция женственности. Например, в «Офелии» Артура Хьюза или серии картин «Прошлое и настоящее» (англ. Past and Present, 1837—1860) Августа Эгга, женщина показана как человек, способный испытывать сексуальное желание и страсть, зачастую приводящую к безвременной кончине. Август Эгг создал серию работ, где показано, как разрушается семейный очаг после того, как открылась супружеская неверность матери. На первой картине женщина лежит на полу, уткнув лицо в ковёр, в позе совершенного отчаяния, а браслеты на её руках напоминают наручники. Данте Габриэль Россетти использует фигуру Прозерпины из древнегреческой и римской мифологии: молодая женщина, украденная Плутоном в подземное царство и отчаянно мечтающая вернуться на землю. Она съедает лишь несколько гранатовых семечек, но достаточно маленького кусочка пищи, чтобы человек навеки остался в подземном мире. Прозерпина Россетти — не просто красивая женщина с задумчивым взглядом. Она очень женственна и чувственна, а гранат в её руках — символ страстей и соблазна, которому она поддалась.
Одна из главных тем в творчестве прерафаэлитов — соблазнённая женщина, разрушенная безответной любовью, преданная возлюбленным, жертва трагической любви. В большинстве картин явно или неявно присутствует мужчина, ответственный за падение женщины. Как пример можно привести «Проснувшуюся стыдливость» Ханта или картину Милле «Мариана».
Аналогичная тематика прослеживается и в поэзии: в «Защите Гиневры» (англ. The Defence of Guenevere) Уильяма Морриса, в стихотворении Кристины Россетти «Быстрая любовь» (англ. Light Love, 1856), в поэме Россетти «Дженни» (1870), где показана падшая женщина, проститутка, которая совершенно не обеспокоена своим положением и даже наслаждается сексуальной свободой.

### Пейзаж
Холман Хант, Милле, Мэдокс Браун много работали в жанре пейзажа. Определённой известностью также пользовались живописцы Уильям Дайс, Томас Сэддон, Джон Бретт. Пейзажисты этой школы известны в особенности изображением облаков, унаследованным ими от знаменитого предшественника, Уильяма Тёрнера. Пейзаж старались выписывать с максимальной достоверностью. Хант так выразил свои мысли: «Я хочу рисовать пейзаж,.. изображая каждую деталь, какую смогу увидеть». А о картине Милле «Осенние листья» Рёскин говорил: «Впервые сумерки изображены настолько совершенно».
Живописцы делали скрупулёзные этюды тонов с натуры, воспроизводя их насколько возможно ярко и отчетливо. Эта микроскопическая работа требовала огромного терпения и труда, в своих письмах или дневниках прерафаэлиты жаловались на необходимость часами стоять под жарким солнцем, дождем, ветром, чтобы нарисовать, порой, очень небольшой отрезок картины. По этим причинам, прерафаэлитский пейзаж не получил широкого распространения, а затем ему на смену пришёл импрессионизм.

## Фотоискусство
Ещё Рёскин писал, восхищаясь дагеротипами: «Как будто волшебник уменьшил предмет,.. чтобы его можно было унести с собой». А когда в 1850 году была изобретена альбуминная фотобумага, процесс фотографии упростился и стал более доступным.
Прерафаэлиты внесли большой вклад в развитие фотоискусства, например, использовали фотографии во время живописи. Снимки прерафаэлитов показывают то же внимание к литературной концепции произведения, те же попытки отобразить внутренний мир модели (что для фотографии тех лет было почти непосильной задачей), те же композиционные особенности: двухмерность пространства, концентрация внимания на персонаже, любовь к деталям. Особенно известны фотографии Джейн Моррис, сделанные Данте Габриэлем Россетти в июле 1865.
Многие знаменитые фотографы впоследствии вдохновлялись прерафаэлитским творчеством: такие как, например, Генри Пич Робинсон.

## Образ жизни
Прерафаэлитизм — это культурный стиль, проникший в жизнь своих создателей и в какой-то мере определявший эту жизнь. Прерафаэлиты жили в созданной ими обстановке и сделали такую обстановку чрезвычайно модной. Как отмечает Андреа Роуз в своей книге, в конце XIX века «верность природе уступает верности имиджу. Имидж становится узнаваемым и поэтому вполне готовым для рынка».
Американский писатель Генри Джеймс в письме, датированном мартом 1869 года, рассказывал сестре Алисе о своём визите к Моррисам.
Вчерашний день, дорогая моя сестра, — пишет Джеймс, — был для меня своего рода апофеозом, поскольку я провёл большую часть этого дня в доме г-на У. Морриса, поэта. Моррис живёт в том же самом доме, где открыл свой магазин, в Блумсбери… Видишь ли, поэзия для Морриса является второстепенным занятием. Прежде всего, он производитель витражей, фаянсовой плитки, средневековых гобеленов и церковного шитья, — в общем, всего прерафаэлитского, старинного, необычного и, должен добавить, бесподобного. Конечно, всё это делается в скромных масштабах и может производиться в домашней обстановке. Вещи, которые он делает, необыкновенно изящны, драгоценны и дороги (они превосходят по цене предметы самой большой роскоши), а потому что его фабрика не может иметь слишком большого значения. Но все, что он сотворил, восхитительно и превосходно… ему также помогают его жена и маленькие дочери.
Далее Генри Джеймс описывает жену Уильяма Морриса, Джейн Моррис (в девичестве Джейн Бёрден), которая позднее стала возлюбленной и моделью Россетти и которую постоянно можно встретить на картинах этого живописца:
О, моя дорогая, что это за женщина! Она прекрасна во всем. Представь себе высокую, худощавую женщину, в длинном платье из ткани цвета приглушенного пурпура, из натуральной материи до последнего шнурка, с копной вьющихся черных волос, ниспадающих крупными волнами по вискам, маленькое и бледное лицо, большие темные глаза, глубокие и совсем суинберновские, с густыми черными изогнутыми бровями… Высокая открытая шея в жемчугах, и в итоге — само совершенство. На стене висел её портрет почти в натуральную величину кисти Россетти, настолько странный и нереальный, что если бы вы его видели, то приняли бы за болезненное видение, но необыкновенной похожести и верности чертам. После обеда… Моррис прочитал нам одну из своих неизданных поэм… а его жена, страдая от зубной боли, отдыхала на софе, с платком у лица. Мне казалось, что было что-то фантастичное и удалённое от нашей настоящей жизни в этой сцене: Моррис, читающий плавным античным размером легенду о чудесах и ужасах (это была история Беллерофонта), вокруг нас живописная подержанная мебель квартиры (каждый предмет — образчик чего-либо), и, в углу, эта сумрачная женщина, молчаливая и средневековая со своей средневековой зубной болью.
Прерафаэлитов окружали женщины разного социального статуса, возлюбленные, модели. Одна журналистка пишет о них так: «…женщины без кринолинов, с развевающимися волосами… необычные, как горячечный сон, в котором медленно движутся великолепные и фантастические образы».
Данте Габриэль Россетти жил в изысканной и богемной атмосфере, и его эксцентричный образ сам по себе стал частью прерафаэлитской легенды: у Россетти жили самые разные люди, включая поэта Алджернона Суинберна, писателя Джорджа Мередита. Модели сменяли одна другую, некоторые из них становились любовницами Россетти, особенно известна вульгарная и скупая Фанни Корнфорт. Дом Россетти был полон антиквариата, старинной мебели, китайского фарфора и других безделушек, которые тот скупал в лавках старьёвщиков. В саду водились совы, вомбаты, кенгуру, попугаи, павлины, одно время там даже жил бык, чьи глаза напоминали Россетти глаза его возлюбленной Джейн Моррис.

## Значение прерафаэлитизма
Прерафаэлитизм как художественное направление широко известен и популярен в Великобритании. Его также называют первым британским течением, достигшим мировой славы, однако, среди исследователей значение оценивается по-разному: от революции в искусстве до чистого новаторства в технике живописи. Существует мнение, что движение начиналось с попытки обновления живописи, а имело в дальнейшем большое влияние на развитие литературы и всей английской культуры в целом. Согласно Литературной энциклопедии, ввиду своего утонченного аристократизма, ретроспектизма и созерцательности их творчество мало воздействовало на широкие массы.
Несмотря на кажущуюся обращённость в прошлое, прерафаэлиты содействовали утверждению стиля модерн в изобразительном искусстве, более того, их считают предшественниками символистов, порой даже отождествляя тех и других. Например, выставка «Символизм в Европе», перемещавшаяся с ноября 1975 по июль 1976 года из Роттердама через Брюссель и Баден-Баден в Париж, приняла за исходную дату 1848 год — год основания Братства. Поэзия прерафаэлитов повлияла на творчество французских символистов Верлена и Малларме, а живопись — на таких художников, как Обри Бердслей, Уотерхаус, и менее известных, как Эдвард Роберт Хьюз или Кальдерон.
Некоторые даже отмечают влияние прерафаэлитской живописи на английских хиппи, а Бёрн-Джонса, — на молодого Толкина. Что интересно, в юности Толкин, вместе с друзьями организовавший полутайное общество «Чайный клуб», сравнивал их с прерафаэлитским братством.
В России первая выставка работ прерафаэлитов, организованная аукционным домом «Кристис», проходила с 14 по 18 мая 2008 года в Третьяковской галерее.

## Список прерафаэлитов

### Члены братства
| Портрет | Имя                                               | Род. | Ум.  | Занятие                              | Илл. |
| ------- | ------------------------------------------------- | ---- | ---- | ------------------------------------ | ---- |
|         | Вулнер, Томас Thomas Woolner                      | 1825 | 1892 | скульптор, поэт                      |      |
|         | Коллинсон, Джеймс James Collinson                 | 1825 | 1881 | художник                             |      |
|         | Милле, Джон Эверетт John Everett Millais          | 1829 | 1896 | художник                             |      |
|         | Россетти, Данте Габриэль Dante Gabriel Rossetti   | 1828 | 1882 | художник и поэт                      |      |
|         | Россетти, Уильям Майкл William Michael Rossetti   | 1829 | 1919 | критик, брат Данте Габриэля Россетти |      |
|         | Стивенс, Фредерик Джордж Frederic George Stephens | 1828 | 1907 | критик, художник                     |      |
|         | Хант, Уильям Холман William Holman Hunt           | 1827 | 1910 | художник                             |      |

### Друзья и единомышленники
| Портрет | Имя                                                                           | Род. | Ум.  | Занятие                                                            | Илл. |
| ------- | ----------------------------------------------------------------------------- | ---- | ---- | ------------------------------------------------------------------ | ---- |
|         | Альма-Тадема, Лоуренс Lawrence Alma-Tadema                                    | 1836 | 1912 | художник                                                           |      |
|         | Берчетт, Ричард Richard Burchett                                              | 1815 | 1875 | художник                                                           |      |
|         | Луиза Бересфорд, маркиза Уотерфорд Louisa Beresford, Marchioness of Waterford | 1818 | 1891 | художница-акварелистка, натурщица, меценат                         |      |
|         | Бёрн-Джонс, Эдвард Коли Edward Burne-Jones                                    | 1833 | 1898 | художник и дизайнер                                                |      |
|         | Браун, Форд Мэдокс Ford Madox Brown                                           | 1821 | 1893 | гравёр и дизайнер                                                  |      |
|         | Браун, Люси Мэдокс Lucy Madox Brown                                           | 1843 | 1894 | художница, дочь Форда Мэдокса Брауна, жена Уильяма Россетти        |      |
|         | Бретт, Джон John Brett                                                        | 1831 | 1902 | художник                                                           |      |
|         | Бейтман, Эдвард Ла Троуб Edward La Trobe Bateman                              | 1816 | 1897 | художник-акварелист, иллюстратор, ландшафтный дизайнер, архитектор |      |
|         | Бэнхем Хей, Джен Jane Benham Hay                                              | 1829 | ?    | художник, иллюстратор                                              |      |
|         | Деверелл, Уолтер Walter Deverell                                              | 1827 | 1854 | художник                                                           |      |
|         | Коллинз, Чарльз Олстон Charles Allston Collins                                | 1828 | 1873 | художник                                                           |      |
|         | Купер, Фрэнк Кадоган Frank Cadogan Cowper                                     | 1877 | 1958 | художник                                                           |      |
|         | Манро, Александр Alexander Munro                                              | 1825 | 1871 | скульптор                                                          |      |
|         | Мартино, Роберт Брайтуэйт Robert Braithwaite Martineau                        | 1826 | 1869 | художник                                                           |      |
|         | Морган, Эвелин де Evelyn de Morgan                                            | 1855 | 1919 | художница, жена Уильяма де Моргана                                 |      |
|         | Моррис, Уильям William Morris                                                 | 1834 | 1896 | дизайнер и писатель                                                |      |
|         | Моррис, Мэй May Morris                                                        | 1862 | 1938 | вышивальщица и дизайнер, дочь Уильяма Морриса и Джейн Бёрден       |      |
|         | Рёскин, Джон John Ruskin                                                      | 1819 | 1900 | критик                                                             |      |
|         | Россетти, Кристина Джорджина Christina Rossetti                               | 1830 | 1894 | поэтесса, сестра Данте Габриэля Россетти                           |      |
|         | Сандис, Энтони Фредерик Огастас Anthony Frederick Augustus Sandys             | 1829 | 1904 | художник                                                           |      |
|         | Смедли-Эстон, Уильям William Smedley-Aston                                    | 1868 | 1941 | фотограф                                                           |      |
|         | Соломон, Симеон Simeon Solomon                                                | 1840 | 1905 | художник                                                           |      |
|         | Спартали Стиллман, Мария Marie Spartali Stillman                              | 1844 | 1927 | художник, натурщица                                                |      |
|         | Суинберн, Алджернон Чарльз Algernon Charles Swinburne                         | 1837 | 1909 | поэт                                                               |      |
|         | Седдон, Томас Thomas Seddon                                                   | 1821 | 1856 | художник                                                           |      |
|         | Тревелян, Полин Pauline, Lady Trevelyan                                       | 1816 | 1866 | художница, хозяйка светского салона                                |      |
|         | Уоллис, Генри Henry Wallis                                                    | 1830 | 1916 | художник                                                           |      |
|         | Уиндус, Уильям Линдси William Lindsay Windus                                  | 1822 | 1907 | художник                                                           |      |
|         | Хакер, Артур Arthur Hacker                                                    | 1858 | 1919 | художник                                                           |      |
|         | Холидэй, Генри Henry Holiday                                                  | 1839 | 1927 | художник, иллюстратор                                              |      |
|         | Хьюз, Артур Arthur Hughes                                                     | 1831 | 1915 | художник, иллюстратор                                              |      |
|         | Шилдс, Фредерик Frederic Shields                                              | 1833 | 1911 | художник, иллюстратор, дизайнер                                    |      |

### Натурщицы
| Портрет | Имя                                         | Род. | Ум.  | Занятие                                                            | Илл. |
| ------- | ------------------------------------------- | ---- | ---- | ------------------------------------------------------------------ | ---- |
|         | Грей, Софи Sophy Gray                       | 1843 | 1882 | сестра Эффи Грей                                                   |      |
|         | Грей, Эффи Effie Gray                       | 1828 | 1897 | жена Рёскина, затем жена Милле                                     |      |
|         | Замбако, Мария Maria Zambaco                | 1843 | 1914 | натурщица, кузина Мэри Спартали Симмонс                            |      |
|         | Корнфорт, Фанни Fanny Cornforth             | 1835 | 1906 | натурщица, любовница Данте Габриэля Россетти                       |      |
|         | Миллер, Энни Annie Miller                   | 1835 | 1925 | натурщица, невеста Уильяма Ханта                                   |      |
|         | Моррис, Джэйн (Бёрден) Jane Morris (Burden) | 1839 | 1914 | натурщица, жена Вильяма Морриса, любовница Данте Габриэля Россетти |      |
|         | Сиддал, Элизабет Elizabeth Siddal           | 1829 | 1862 | художник, поэт и натурщица, жена Данте Габриэля Россетти           |      |
|         | Уайлдинг, Алекса Alexa Wilding              |      |      | натурщица                                                          |      |
|         | Херберт, Рут Ruth Herbert                   | 1831 | 1921 |                                                                    |      |

### Художники, испытавшие влияние
| Портрет | Имя                                                        | Род. | Ум.  | Занятие                                                 | Движение                    | Илл. |
| ------- | ---------------------------------------------------------- | ---- | ---- | ------------------------------------------------------- | --------------------------- | ---- |
|         | Андерсон, Софи Жанжамбр Sophie Gengembre Anderson          | 1823 | 1903 | художник                                                |                             |      |
|         | Армстед, Генри Хью Henry Hugh Armstead                     | 1828 | 1905 | скульптор, иллюстратор                                  |                             |      |
|         | Банс, Кейт Kate Bunce                                      | 1856 | 1927 | художник, поэт                                          | Движение искусств и ремёсел |      |
|         | Бёртон, Фредерик Уильям Frederick William Burton           | 1816 | 1900 | художник                                                |                             |      |
|         | Бойс, Джордж Прайс George Price Boyce                      | 1826 | 1897 | художник                                                |                             |      |
|         | Бойс, Джоанна Мэри Joanna Mary Boyce                       | 1831 | 1861 | художница, сестра Джорджа Питера Бойса                  |                             |      |
|         | Брютнелл, Эдуард Фредерик Edward Frederick Brewtnall       | 1846 | 1902 | художник, иллюстратор                                   |                             |      |
|         | Бэйлисс, Уайк Wyke Bayliss                                 | 1835 | 1906 | художник                                                |                             |      |
|         | Вильямсон, Даниэл Александер Daniel Alexander Williamson   | 1823 | 1903 | художник                                                | Ливерпульская школа         |      |
|         | Годвард, Джон Уильям John William Godward                  | 1861 | 1922 | художник                                                | неоклассицизм               |      |
|         | Готч, Томас Купер Thomas Cooper Gotch                      | 1854 | 1931 | художник                                                | Ньюлинская школа            |      |
|         | Дикси, Фрэнк Бернард Frank Bernard Dicksee                 | 1853 | 1928 | художник                                                |                             |      |
|         | Дэвис, Уильям William Davis                                | 1812 | 1873 | художник                                                | Ливерпульская школа         |      |
|         | Кольер, Джон John Collier                                  | 1850 | 1934 | художник                                                |                             |      |
|         | Кэмпбелл, Джеймс James Campbell                            | 1828 | 1893 | художник                                                | Ливерпульская школа         |      |
|         | Камерон, Джулия Маргарет Julia Margaret Cameron            | 1815 | 1879 | фотограф                                                |                             |      |
|         | Ли, Джон John Lee                                          | 1850 | 1870 | художник                                                | Ливерпульская школа         |      |
|         | Лейтон, Эдмунд Edmund Blair Leighton                       | 1853 | 1922 | художник                                                |                             |      |
|         | Лейтон, Фредерик Frederic Leighton                         | 1830 | 1896 | художник                                                | викторианский академизм     |      |
|         | Майкл, Джеймс Лайонел James Lionel Michael                 | 1824 | 1868 | поэт                                                    |                             |      |
|         | Маклис, Дэниел Daniel Maclise                              | 1806 | 1870 | художник, иллюстратор                                   | викторианский академизм     |      |
|         | Мерритт, Анна Ли Anna Lea Merritt                          | 1844 | 1930 | американская художница                                  |                             |      |
|         | Митярд, Сидней Sidney Meteyard                             | 1868 | 1947 | художник, учитель, витражист                            | Бирмингемская группа        |      |
|         | Митчелл, Чарльз Уильям Charles William Mitchell            | 1854 | 1903 | художник                                                |                             |      |
|         | Мюррей, Чарльз Фэйрфакс Charles Fairfax Murray             | 1849 | 1919 | художник, коллекционер, покровитель и историк искусства |                             |      |
|         | Осборн, Эмили Мэри Emily Mary Osborn                       | 1834 | 1893 | художник                                                |                             |      |
|         | Патон, Джозеф Ноэль Joseph Noel Paton                      | 1821 | 1901 | художник                                                |                             |      |
|         | Принсеп, Валентин Кэмерон Valentine Cameron Prinsep        | 1838 | 1904 | художник                                                |                             |      |
|         | Рим, Генри Мейнелл Henry Maynell Rheam                     | 1859 | 1920 | художник                                                |                             |      |
|         | Робинсон, Фредерик Кейли Frederick Cayley Robinson         | 1862 | 1927 | художник, книжный график                                |                             |      |
|         | Рук, Томас Мэтьюз Thomas Matthews Rooke                    | 1842 | 1942 |                                                         |                             |      |
|         | Симмонс, Джон John Simmons                                 | 1823 | 1876 | акварелист, миниатюрист, иллюстратор                    |                             |      |
|         | Симонс, Марк Ланселот Mark Lancelot Symons                 | 1887 | 1935 | художник                                                |                             |      |
|         | Скотт, Уильям Белл William Bell Scott                      | 1811 | 1890 | поэт, гравер                                            |                             |      |
|         | Сметэм, Джеймс James Smetham                               | 1821 | 1889 | художник, гравер                                        |                             |      |
|         | Спенсер Стэнхоуп, Джон Роддем John Roddam Spencer Stanhope | 1829 | 1908 | художник                                                | Ньюлинская школа            |      |
|         | Страдвик, Джон Мелвиш John Melhuish Strudwick              | 1849 | 1937 | художник                                                |                             |      |
|         | Суиннертон, Энни Annie Swynnerton                          | 1844 | 1933 | художник                                                |                             |      |
|         | Уотерхаус, Джон Вильям John William Waterhouse             | 1849 | 1917 | художник                                                |                             |      |
|         | Уоттс, Джордж Фредерик George Frederic Watts               | 1817 | 1904 | художник, скульптор                                     | символизм                   |      |
|         | Фортескью-Бриксдейл, Элеонор Eleanor Fortescue-Brickdale   | 1872 | 1945 | художник, иллюстратор, витражист                        |                             |      |
|         | Фрэмптон, Эдвард Реджинальд Edward Reginald Frampton       | 1870 | 1923 | художник                                                | символизм                   |      |
|         | Шоу, Джон Байем Листон John Byam Liston Shaw               | 1872 | 1919 | художник, иллюстратор, дизайнер                         |                             |      |
|         | Хоул, Уильям William Hole                                  | 1846 | 1917 | иллюстратор                                             |                             |      |
|         | Хэлле, Чарльз Эдвард Charles Edward Hallé                  | 1846 | 1914 | художник, галерист                                      |                             |      |
|         | Хьюз, Эдвард Роберт Edward Robert Hughes                   | 1851 | 1914 | художник                                                |                             |      |